# Szanda, Nógrád
Szanda  este un sat în districtul Balassagyarmat, județul Nógrád, Ungaria, având o populație de 664 de locuitori (2011). 

## Demografie
Componența etnică a satului Szanda
     Maghiari (93,65%)
     Romi (4,52%)
     Necunoscut (1,17%)
     Români (0,67%)
     Alții (1,17%)
Componența confesională a satului Szanda
     Romano-catolici (70,33%)
     Reformați (2,56%)
     Fără religie (2,56%)
     Luterani (1,81%)
     Necunoscută (21,39%)
     Alte religii (1,81%)
Conform recensământului din 2011, satul Szanda avea 664 de locuitori. Din punct de vedere etnic, majoritatea locuitorilor (93,65%) erau maghiari, cu o minoritate de romi (4,52%). Apartenența etnică nu este cunoscută în cazul a 1,17% din locuitori.  Din punct de vedere confesional, majoritatea locuitorilor (70,33%) erau romano-catolici, existând și minorități de persoane fără religie (2,56%), reformați (2,56%) și luterani (1,81%). Pentru 21,39% din locuitori nu este cunoscută apartenența confesională.